# Kahrstedt
Kahrstedt este o comună din landul Saxonia-Anhalt, Germania.